# Petatlán
Petatlán là một đô thị thuộc bang Guerrero, México. Năm 2005, dân số của đô thị này là 44485 người.